# Phaelota vaishakha
Phaelota vaishakha es una especie de insecto coleóptero de la familia Chrysomelidae. Fue descrita científicamente en 2004 por Prathapan & Viraktamath.